# Kamal

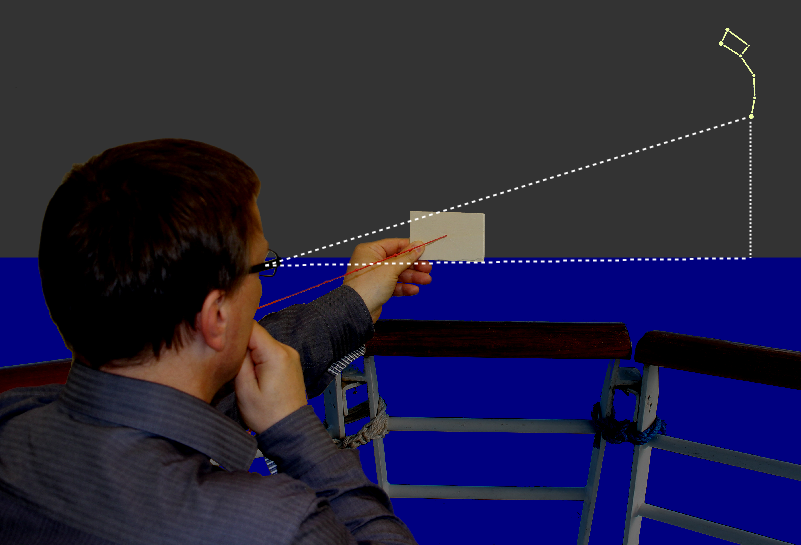

El kamal es un instrumento para determinar la latitud en el entorno de navegación marítima celeste. Fue utilizado por primera vez por árabes y chinos en las edades doradas de sus civilizaciones, y después los siglos XVIII y XIX. Algunos estudiosos creen que el kamal había sido utilizado en la antigua India por parte de sus marineros en sus naves mercantes a lo largo de las rutas entre el Oriente próximo, el Oriente Medio y el sureste del subcontinente indio, y que así fue transmitido a los navegantes árabes.
Debido a que el kamal era útil en la práctica sólo para medir la altura de la estrella polar en latitudes ecuatoriales, puede explicar la razón de su casi ausencia total en Europa, donde necesariamente se han utilizado otras herramientas, aunque también derivadas principalmente del mundo árabe-islámico. Sin embargo, fue llevado a Portugal por Vasco da Gama, siendo llamado tábua de la India, y fue utilizado con éxito por el navegante Pedro Álvares Cabral durante sus viajes por el Atlántico.